# Договор за обединение на Германия
Договорът за обединението на Германия (на немски: Einigungsvertrag) е междудържавен договор между Федерална република Германия и Германската демократична република за ликвидация на ГДР, присъединяването ѝ към Федерална република Германия, т.е. за обединението на Германия.
Договорът е сключен в Берлин на 31 август 1990 г., обнародван е в държавния вестник на 29 септември 1990 г. и влиза в сила на 3 октомври 1990 г.
Подписването на договора става възможно, след като в хода на преговорите по сключването на международния договор за окончателното уреждане на положението на Германия съветският президент Михаил Горбачов заявява на 10 февруари 1990 г., че германците сами трябва да решат по кой път да поемат
С обединението на Германия е свързан отдавна висящ държавен дълг. Репарациите, дължими на победителите в Първата световна война от победената Германска империя, са поети от наследилата я Ваймарска република, но са спрени от Адолф Хитлер след идването му на власт през 1933 г.
През 1953 година заради разделянето на Германия, съгласно Лондонския договор, по-нататъшното изплащане е преустановено, като се предвижда останалият дълг да бъде погасен 20 години след обединението на Германия – до 3 октомври 2010 г., когато това е сторено.